# Курпебаєв Джунус Курпебайович
Джунус Курпебайович Курпебаєв (15 березня 1899, Семипалатинська область, тепер Карагандинська область, Казахстан — ?) — радянський діяч, шахтар, голова Карагандинського міськвиконкому, в.о. прокурора Казахської РСР. Член Центральної контрольної комісії ВКП(б) у 1925—1930 роках.

## Життєпис
Початкову освіту здобув самостійно, в школі не навчався.
З 1912 по 1919 рік працював сортувальником, саночником та відкатником шахти Караганди. У 1919—1922 роках — вибійник Екібастузьких вугільних копалень Павлодарської області.
Член РКП(б) з 1920 року.
У 1921 році — слухач Павлодарських тримісячних партійних курсів Казакської АРСР.
У 1922 році служив у Червоній армії.
З 1922 по 1926 рік працював чорноробом, з 1926 по 1927 рік — помічником майстра Семипалатинського м'ясокомбінату.
У 1924—1925 роках — слухач Оренбурзької чотиримісячної профспілкової школи.
У 1927—1928 роках — секретар Семипалатинської міської ради; член партійної колегії Семипалатинської губернської контрольної комісії ВКП(б); член правління робітничого кооперативу в Семипалатинську.
У 1928 році — голова Павлодарської окружної ради профспілок.
У 1928—1930 роках — слухач Курсів марксизму при ЦК ВКП(б) у москві.
У 1930—1934 роках — відповідальний секретар партійної колегії Казакської крайової контрольної комісії ВКП(б).
Одночасно з березня 1932 року — відповідальний редактор «Бюллетеня Краевой КК» і член президії Алма-Атинської обласної контрольної комісії ВКП(б). З вересня 1932 року — член президії Казакського відділення Верховного суду РРФСР.
У 1934—1935 роках — директор Алма-Атинського обласного вівчарського тресту.
У 1935—1936 роках — голова Алма-Атинської обласної ради профспілок.
У лютому — жовтні 1936 року — голова виконавчого комітету Карагандинської міської ради Казахської РСР.
У жовтні 1936 — жовтні 1937 року — секретар партійної колегії Комісії партійного контролю при ЦК ВКП(б) по Карагандинській області.
У жовтні 1937 — липні 1938 року — секретар партійної колегії Комісії партійного контролю при ЦК ВКП(б) по Східно-Казахстанській області.
У липні 1938 — квітні 1939 року — в.о. прокурора Казахської РСР.
З травня 1939 року — директор Байконурських вугільних копалень Казахської РСР.
Подальша доля невідома.